# Bény-sur-Mer
Bény-sur-Mer är en kommun i departementet Calvados i regionen Normandie i norra Frankrike. Kommunen ligger i kantonen Creully som ligger i arrondissementet Caen. År 2022 hade Bény-sur-Mer 455 invånare.

## Befolkningsutveckling
Antalet invånare i kommunen Bény-sur-Mer
Referens: INSEE